# Praia do Barranquinho
A Praia do Barranquinho é uma praia situada no sítio da Caramujeira, zona costeira do município de Lagoa, na região do Algarve, em Portugal.
É conhecida pela sua tipologia rara, pois a extensão de areal entre o acesso e o mar é quase o dobro da distância que perfaz a linha de água.
Encontra-se situada ao lado da Praia da Malhada do Baraço e perto da estrada de acesso à Praia de Albandeira.
É praia vizinha da internacionalmente famosa Praia da Marinha.